# Gilchrist Olympio
Gilchrist Olympio apodado "el Mariscal" (Lomé, 26 de diciembre de 1936) es un político de Togo, hijo del asesinado primer presidente Sylvanus Olympio.

## Formación
Se formó en Estados Unidos, en la Universidad de Oxford realizando estudios de economía; trabajó en el FMI antes del regreso a su país. 

## Política
Como líder de la oposición política en la Unión de Fuerzas para el Cambio, ha sido condenado en dos ocasiones a la pena de muerte y ha escapado a varios intentos de asesinato. Por tres ocasiones no se le ha permitido presentarse a las elecciones presidenciales en su país y ha denunciado el golpe de Estado permanente que sostiene Gnassingbé Eyadéma.